# Eleven Sports
Eleven Sports ist eine multinationale Gruppe von Sportfernsehkanälen. Das Unternehmen mit Sitz in Großbritannien gehört Andrea Radrizzani, dem Geschäftsführer der Sportmarketingagentur MP & Silva und The Channel Company.
Das Geschäftsmodell von Eleven Sports konzentriert sich in erster Linie auf den Erwerb wichtiger internationaler Sportrechte in kleineren Ländern. Das Unternehmen betreibt lineare Fernseh- und / oder digitale Dienste in Belgien, Italien, Luxemburg, Polen, Portugal, Singapur, Taiwan und den Vereinigten Staaten.

## Geschichte

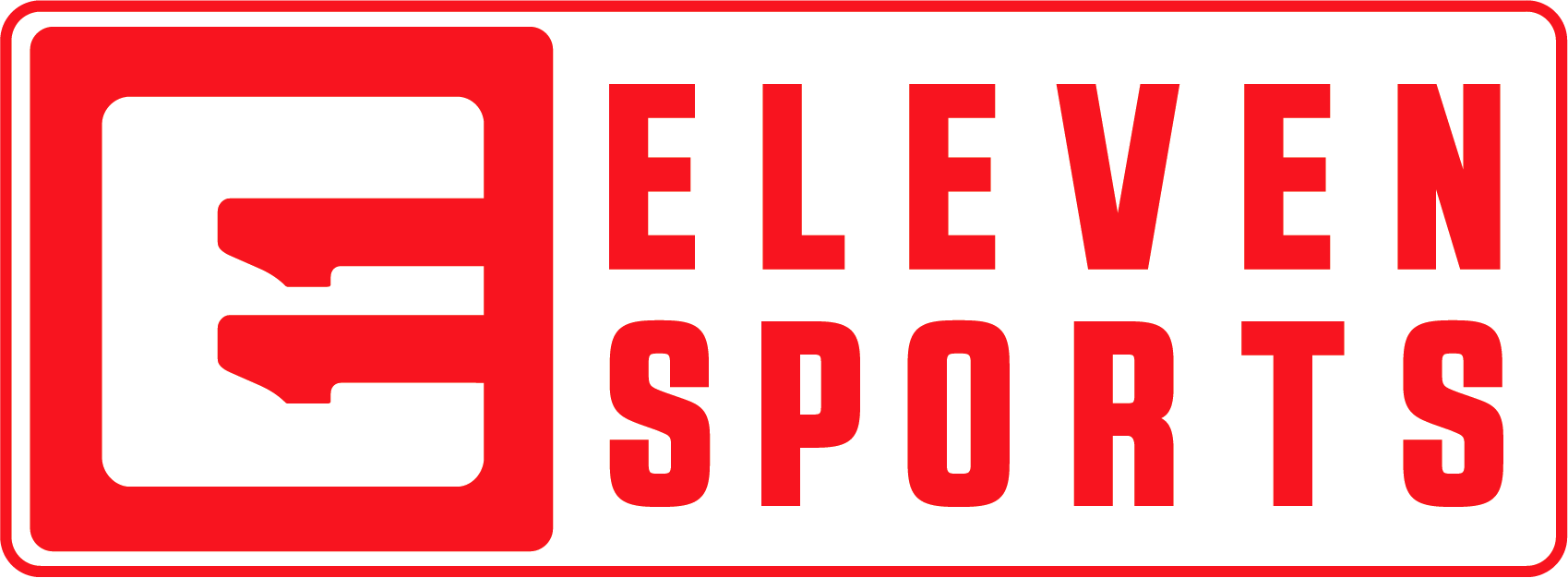
Logo 2015–2020

Im Februar 2016 erwarb Eleven Sports die polnischen Rechte an der Formel 1. Im Juli 2016 erwarb das Unternehmen die Rechte an der englischen Premier League in Taiwan. Die beiden Rechte wurden von Radrizzanis Schwesterfirma MP & Silva vermarktet. Am 16. März 2017 gab Eleven Sports bekannt, „bestimmte Vertriebsgüter“ des jungen US-amerikanischen internationalen Sportsenders One World Sports erworben zu haben, der vor der Ankündigung durch eine US-amerikanische Version von Eleven Sports Network ersetzt worden war. Finanzielle Details des Verkaufs wurden nicht bekannt gegeben.
Im Mai 2017 erwarb Eleven Sports die Mehrheit des italienischen Anbieters Sportube, der im September umbenannt wurde. Ab 2018 werden Pay-per-View-Events wie die italienische Fußball-Serie C und die italienische Frauen-Volleyball-Meisterschaft angeboten, aber auch kostenlose Events für registrierte Benutzer wie italienische Wasserballspiele und ausgewählte Gruppenspiele der UEFA Nations League.
Am 18. Januar 2018 kündigte Eleven Sports an, mit der NBA G-League zusammenzuarbeiten, um die Basketballspiele der G-League exklusiv zu übertragen.
Im Mai 2018 schloss Eleven Sports einen Dreijahresvertrag für die Ausstrahlung von La-Liga-Fußballspielen in Großbritannien und Irland ab, die zuvor auf Sky Sports ausgestrahlt wurden. Zwei Monate später folgte ein Dreijahresvertrag für Spiele der Serie A in Großbritannien, die zuvor von BT Sport übertragen wurden, außerdem für Spiele der Eredivisie und der chinesischen Super League (beide zuvor von Sky Sports ausgestrahlt) sowie der schwedischen Allsvenskan. Im Januar 2019 gab Eleven Sports seine Rechte für die Serie A und die Eredivisie auf und gab sie an Premier Sports weiter. Premier Sports bekam auch die Rechte an der chinesischen Super League und an der schwedischen Allsvenskan, Eleven blieb mit den exklusiven Rechten für La Liga, Segunda División, Copa del Rey und Supercopa bis mindestens zum Ende der Saison allein.
Im Jahr 2018 startete Eleven Sports seinen Dienst in Myanmar unter der Marke My Sports, die alle Übertragungen der Nationalmannschaft von Myanmar, der U-23, der U-21 und der U-18 ausstrahlt und außerdem die Rechte für die Myanmar National League, General Aung San Shield, Serie A, FA Cup und die Chinese Super League besitzt. Es besteht auch eine Partnerschaft mit MRTV-4, Channel 7, MRTV, Mizzima TV und Fortune TV, um Fußballspiele unter My Sports zu übertragen.
Im März 2020 erwarb Eleven Sports die Übertragungsrechte für alle Spiele der belgischen Division 1A und 1B sowie des belgischen Pokals von der Saison 2020/21 bis zur Saison 2024/25 einschließlich.

## Kanäle
- Eleven Sports Network (Vereinigte Staaten)
- Eleven Sports UK and Ireland
- Eleven Sports (Portugal)